# Werner Zwingli
Werner Zwingli (* 6. Januar 1927) ist ein ehemaliger Schweizer Skilangläufer.

## Werdegang
Zwingli, der für den SC Altstetten startete, wurde bei den Schweizer Meisterschaften 1951 Siebter und bei den Schweizer Meisterschaften 1952 Neunter über 18 km. In der Saison 1952/53 kam er beim internationalen Wettbewerb in Le Brassus auf den sechsten Platz über 15 km und holte bei den Schweizer Meisterschaften 1953 in St. Moritz über 18 km seinen ersten Meistertitel. Zudem errang er den vierten Platz über 50 km und beim Björnstad-Gedenklauf den zweiten Platz. Nach Platz eins beim Zugerberglauf und Rang 11 in Bad Gastein über 15 km zu Beginn der Saison 1953/54 wurde er Dritter beim 30-km-Lauf in Mont Soleil. Bei den Schweizer Meisterschaften 1954 in Grindelwald lief er auf den achten Platz über 15 km und auf den zweiten Rang mit der Staffel. Beim Saisonhöhepunkt, den Nordischen Skiweltmeisterschaften 1954 in Falun, belegte er den 66. Platz über 15 km und zusammen mit Hans Strasser, Marcel Huguenin und Walter Lötscher den zehnten Rang in der Staffel. In der Saison 1954/55 gewann er den Neujahrslauf in Entlebuch und kam beim internationalen Lauf in Le Brassus auf den 18. Platz über 15 km sowie in Les Rousses auf den 14. Rang über 16 km. Bei den Schweizer Meisterschaften 1955 in Les Rasses errang er den dritten Platz im 15-km-Lauf. Nach Platz 13 in Le Brassus über 15 km und Rang zwei in Morez zu Beginn der Saison 1955/56 nahm er an den Olympischen Winterspielen 1956 in Cortina d’Ampezzo teil, wo er den 20. Platz über 15 km und den siebten Platz zusammen mit Viktor Kronig, Fritz Kocher und Marcel Huguenin in der Staffel belegte. Bei den Schweizer Meisterschaften 1956 kam er erneut auf den dritten Platz im 15-km-Lauf.
Im Jahr 1957 siegte Zwingli in Andermatt über 15 km und holte bei den Schweizer Meisterschaften 1957 den Meistertitel mit der Staffel. Zudem errang er im Lauf über 37,5 km den siebten Platz. In der Saison 1957/58 wurde er bei den Schweizer Meisterschaften 1958 Sechster über 15 km und Dritter über 48 km. Zudem siegte er erneut mit der Staffel und errang beim internationalen Wettbewerb in Andermatt den vierten Platz über 14 km. Beim Saisonhöhepunkt, den Nordischen Skiweltmeisterschaften 1958 in Lahti, lief er auf den 62. Platz über 15 km. In den folgenden Jahren erreichte er bei den Schweizer Meisterschaften 1959 den sechsten Platz über 50 km sowie den vierten Rang über 16 km und bei den Schweizer Meisterschaften 1960 den siebten Platz über 15 km sowie den zweiten Rang mit der Staffel. Zudem errang er im März 1960 den zweiten Platz beim Björnstad-Gedenklauf.

## Teilnahmen an Olympischen Winterspielen und Weltmeisterschaften

### Olympische Winterspiele
- 1956 Cortina d’Ampezzo: 7. Platz Staffel, 20. Platz 15 km

### Nordische Skiweltmeisterschaften
- 1954 Falun: 10. Platz Staffel, 66. Platz 15 km
- 1958 Lahti: 62. Platz 15 km